# Potamanthus sangangensis
Potamanthus sangangensis is een haft uit de familie Potamanthidae. De wetenschappelijke naam van de soort is voor het eerst geldig gepubliceerd in 1984 door You.
De soort komt voor in het Palearctisch gebied.